# Pseudorlaya pumila
Pseudorlaya pumila é uma espécie de planta com flor pertencente à família Apiaceae.
A autoridade científica da espécie é (L.) Grande, tendo sido publicada em Nuovo Giornale Botanico Italiano, n.s. 32: 86. 1925.

## Portugal
Trata-se de uma espécie presente no território português, nomeadamente em Portugal Continental.
Em termos de naturalidade é nativa da região atrás indicada.

## Protecção
Não se encontra protegida por legislação portuguesa ou da Comunidade Europeia.